# Jakab Ödön (költő)

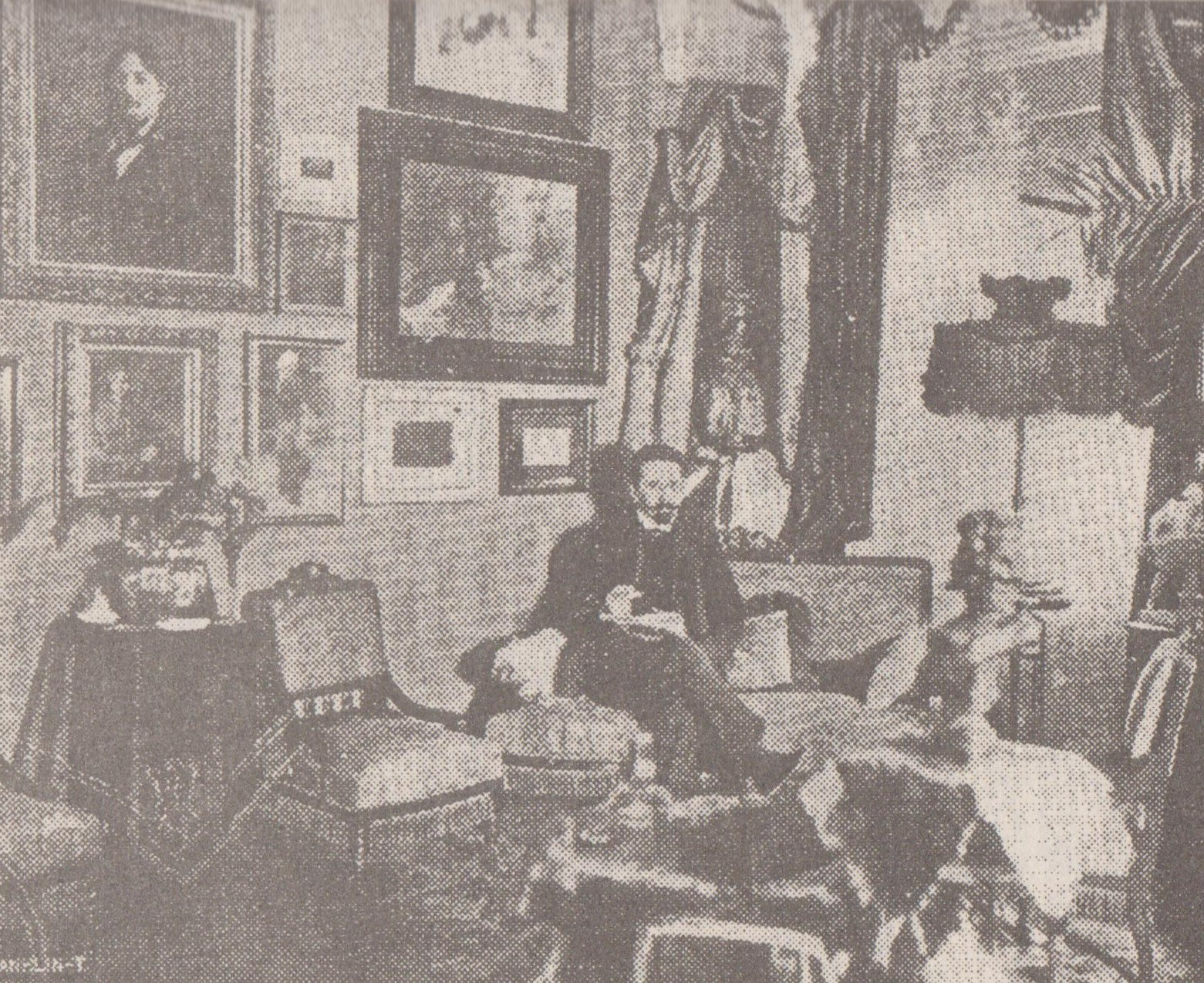
Jakab Ödön 1927-ben otthonában, Budapest Vörösmarty utca. 11.a

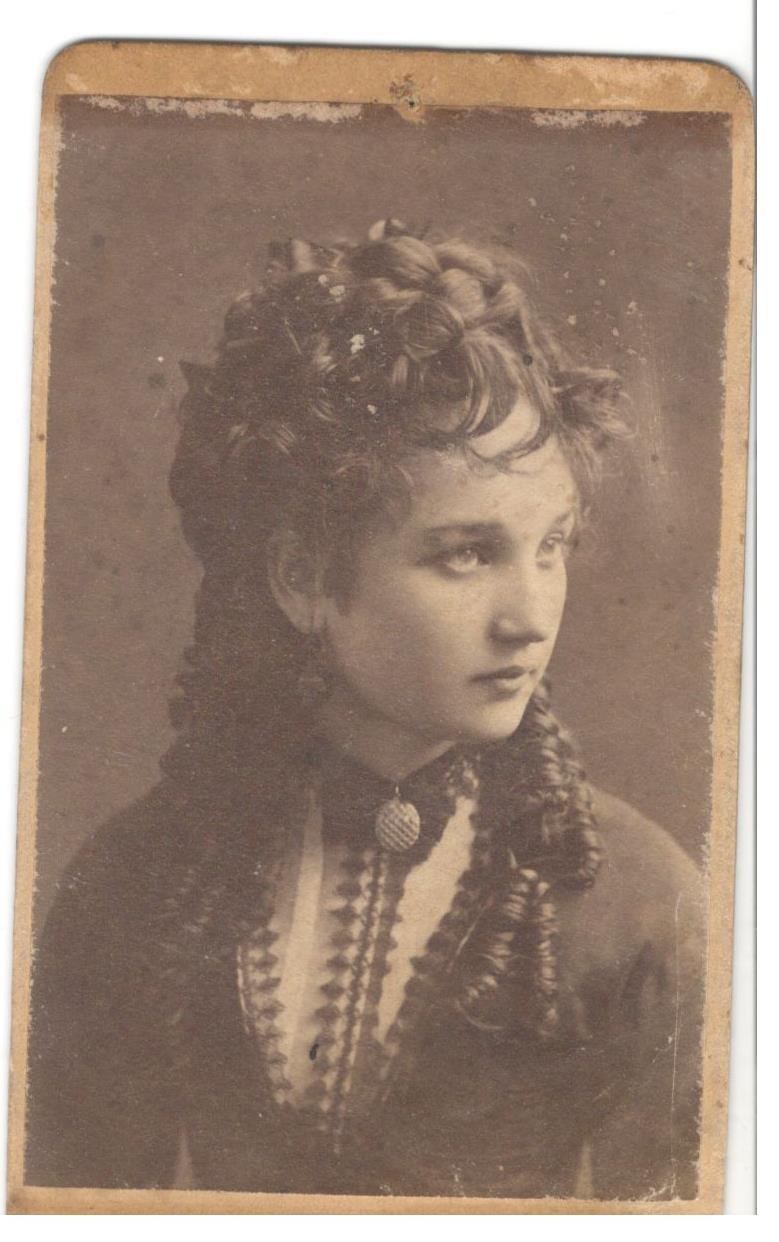
Jakab Ödön felesége Szénásy Róza 1878-ban

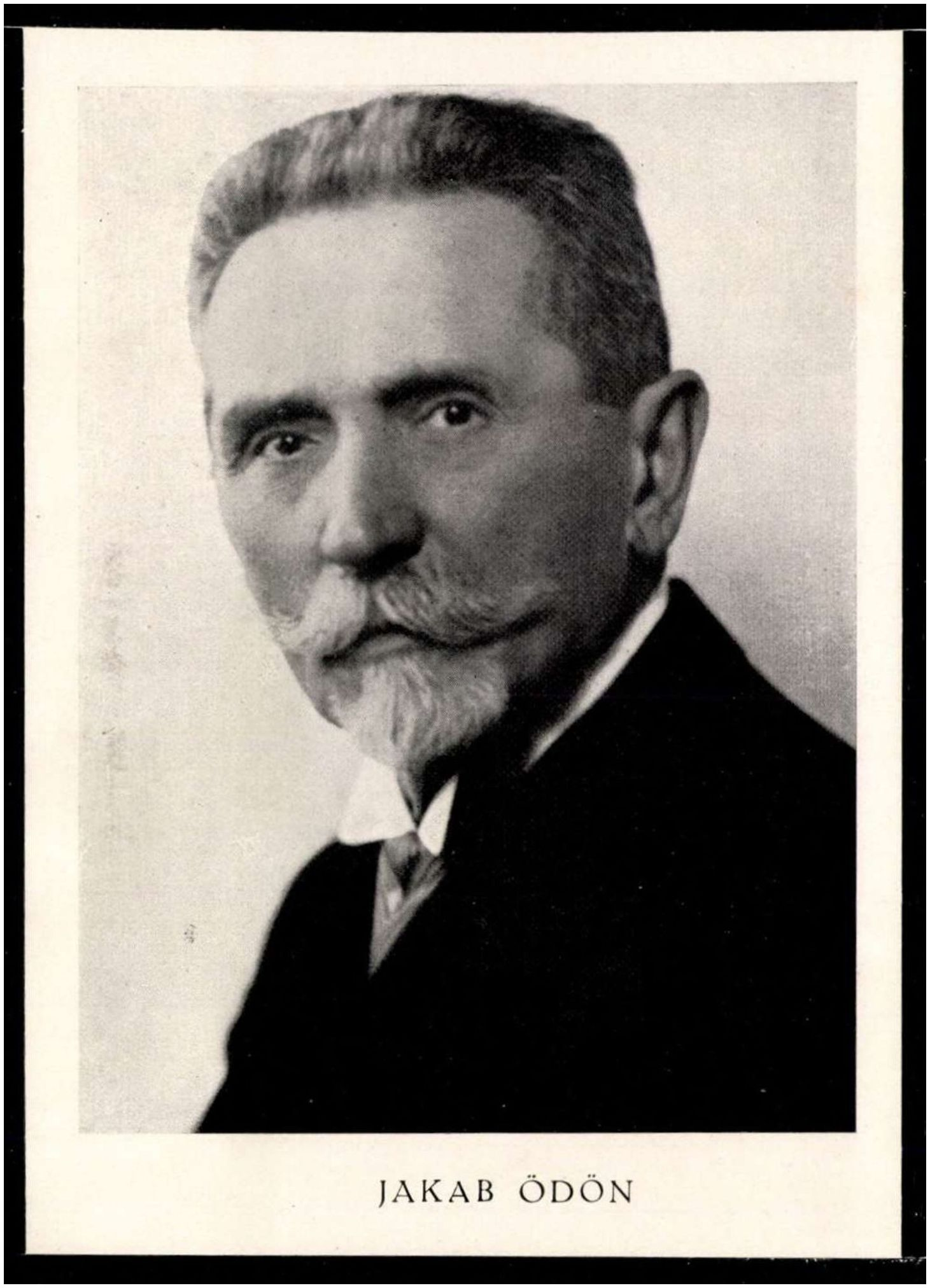
1928. évi arcképe nekrológjában

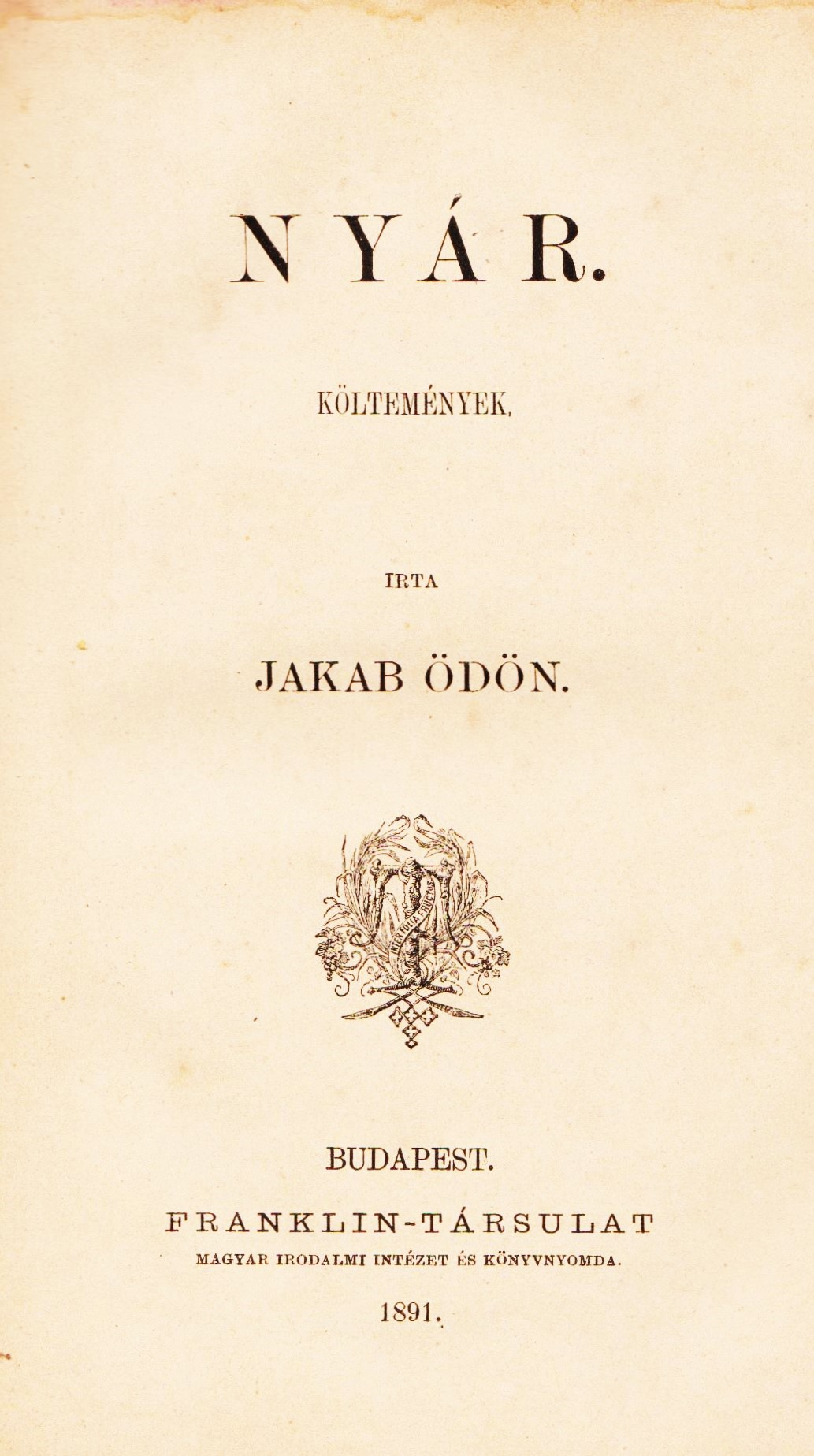
Jakab Ödön versei: Nyár

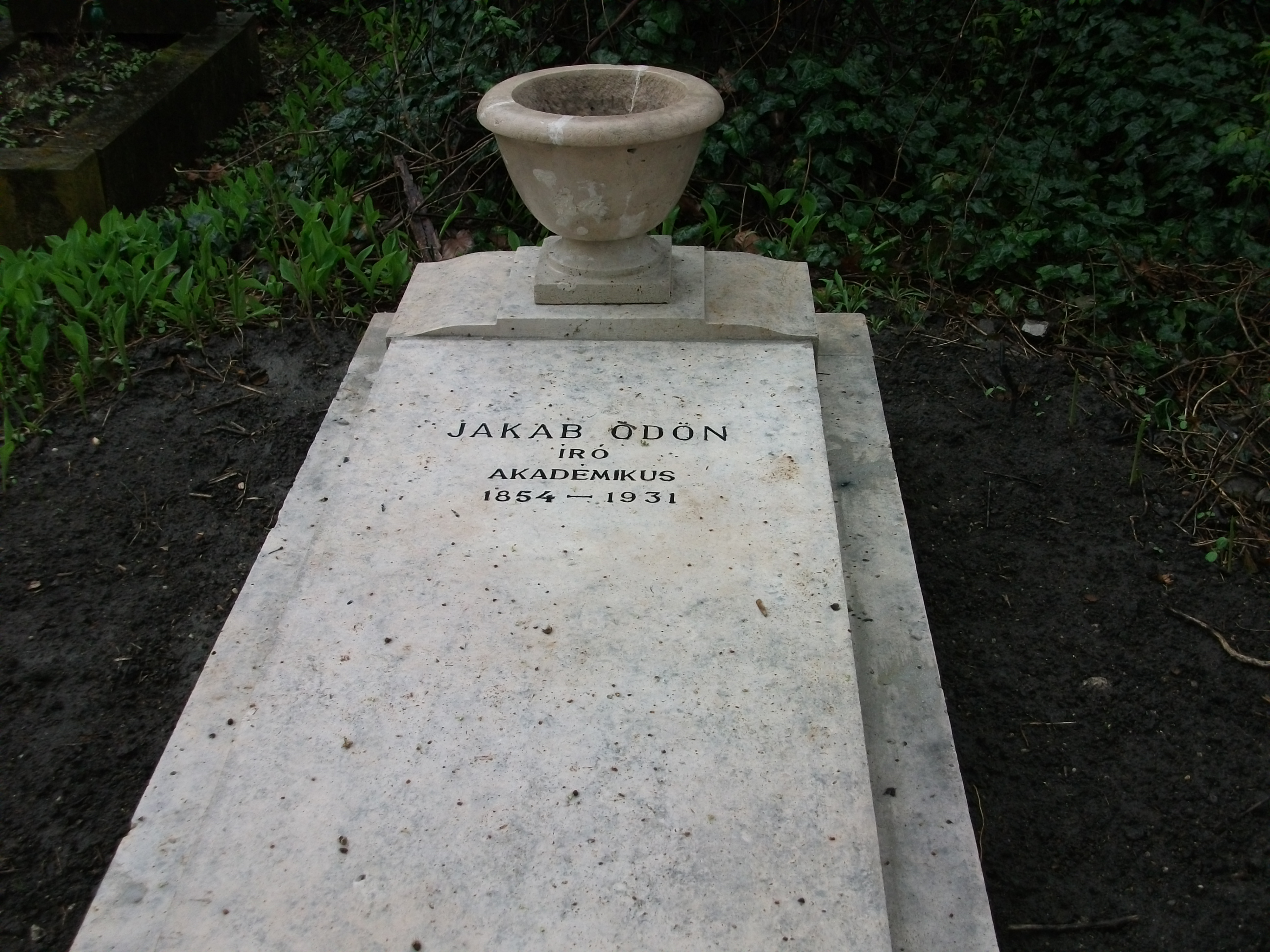
Sírja a Fiumei úti sírkertben 2010-ben

Jakab Ödön (Vadasd, 1854. július 26. – Budapest, Erzsébetváros, 1931. március 5.) költő, író, drámaíró, irodalomtörténész, a Magyar Tudományos Akadémia levelező tagja (1924). Kora irodalmának egyik legnépszerűbb alakja volt, népi-nemzeti irányú verseinek, prózai és színpadi műveinek köszönhetően a 19–20. század fordulójának legkedveltebb szerzői közé tartozott.

## Életútja
Jakab István földbirtokos és vajai Nagy Mária fia. 1863-tól a marosvásárhelyi református kollégiumban végezte középiskolai tanulmányait. Első verseit ekkor, marosvásárhelyi diákévei alatt írta nagy lelkesedéssel, s tanárai – Mentovich Ferenc és Tolnai Lajos – is buzdították az irodalmi pályafutásra. „Első feltünést keltett költeménye: Nem látták a kicsi fiam? a Fővárosi Lapokban 1874-ben jelent meg; azóta verses és prózai dolgozatokat írt még a következő lapokba: Vasárnapi Újság (1877 óta), Figyelő (VI. 1879. Kazinczy Ferencz classicismusáról), Magyarország és a Nagyvilág, Ország-Világ, Koszorú, Havi Szemle, Magyar Szalon, Pesti Napló, Egyetértés, Budapesti Hírlap, Athenaeum nagy képes Naptára, Igazmondó (1876–78), Székely Nemzet, Divat-Salon, Arad és Vidéke (1882–90), Képes Családi Lapok (1885), Kölcsey Egyesület Évkönyve (IV. 1887), Erdélyi Írók és művészek Almanachja (1892), Magyar Írók és Művészek (1894), Nemzeti Újság (1896. 265-ik sz., Még egy szó a czímkérdésről) satöbbi.”
1874-től a kolozsvári tudományegyetemen hallgatott magyar nyelvet és irodalmat, s 1878 januárjában e tárgyakból szerezte meg tanári oklevelét is. Ezt követően két hónapot Budapesten töltött, és megjelent versei után kapott honoráriumából élt, majd 1878 júniusától báró Kemény Domokos marosvásárhelyi házánál nevelősködött. 1879 tavaszától rövid ideig a pancsovai, majd ugyanazon év szeptemberétől a dévai főreáliskolában tanított. 1884-ben Budapestre költözött, s a fővárosi VI. kerületi főreáliskola tanára volt egészen 1910-es nyugdíjazásáig. A tanítástól való visszavonulását követően életét az irodalomnak és irodalomtörténeti vizsgálódásainak szentelte. Szoros baráti kapcsolatot ápolt Tömörkény István íróval a Dugonics Társaság alapító tagjával. Jakab Ödön írásait a Szegedi Naplóban közölte Tömörkény István.
Első felesége, Szénásy Róza 1905-ben hunyt el, a sajóudvarhelyi temetőben található sírjára Jakab Ödön verse került: „Mert szép és jó volt mindenek felett, / Jobban szerettem, mint a lelkemet, / Daloltam Őt, s míg dal lesz lantomon, / Siratva folyvást dalolni fogom. / Ha pedig egykor én is elmegyek, / Kedves madárkák, majd ti jöjjetek, / S helyettem lágyan altatva porát, / Zengjétek róla itt a dalt tovább!”

## Munkássága
Részlet Jakab Ödön Szeresd a földet! című verséből:

„Szeresd a földet! A föld jó, és nemes.

És semmi sincs, mit méltóbban szeress!

Szülő elűzhet, testvér rossz lehet,

Máshoz pártolhat hűtlen kedvesed,

Lehet mindenki hozzád mostoha,

Megcsalni csak a föld nem fog soha!”

Főképp hazafias hangvételű verseket, elbeszéléseket és regényeket írt, de a nevéhez fűződik számos, nagy sikerrel bemutatott színmű és dráma is. Lírai költészetére és balladáira a legnagyobb hatást Arany János, Petőfi Sándor, valamint marosvásárhelyi tanára, Tolnai Lajos gyakorolták, elbeszélései pedig Mikszáth Kálmán hatásáról vallanak. Népszerűsége a 19. század végén, a századforduló táján érte el a csúcsát, Argirus című elbeszélő költeményéért 1894-ben elnyerte az Akadémia Nádasdy-díját. Életműve azonban nem bizonyult maradandó értékűnek. Még életében, a Nyugat első nemzedékének színre léptekor avultnak minősítették művészetét, s műveit önálló kötetben halála óta nem adták ki Magyarországon.
Irodalomtörténészként folyóiratok lapjain több megemlékezést, életműelemzést adott közre irodalmi példaképeiről, Kazinczyról, Aranyról, Petőfiről és Tolnairól.

### Társasági tagságai és elismerései
Mint korának elismert és közkedvelt irodalmára, 1883-tól a Petőfi Társaság, 1895-től a Kisfaludy Társaság rendes tagja volt, s 1924-ben a Magyar Tudományos Akadémia is levelező tagjai közé választotta. 1920-ban életművéért a Petőfi Társaság nagydíját kapta meg.

### Főbb művei
Lírai és prózai művei
- Költemények, Budapest, 1879.
- Székely históriák, elbeszélések, Budapest, 1884.
- Hangok az ifjúságból, versek, Budapest, 1886.
- Az Amerikába vándorolt magyarok gyászos története, Budapest, 1886.
- Marosszéki történetek, Budapest, 1886.
- Székely nóták, versek és elbeszélések, Budapest, 1886.
- A pusztulás útja, regény, Budapest, 1888.
- Nyár, versek, Budapest, 1891.
- Árgirus: Tündérmese négy énekben, elbeszélő költemény, Budapest, 1894. MEK.[5]
- Falu, elbeszélések, Budapest, 1896.
- Pásztortüzek, versek, Budapest, 1896.
- Komédiák, elbeszélések, Budapest, 1898.
- A két imposztor: Elbeszélés gyermekek számára, Budapest, 1898.
- Élet, elbeszélések, Budapest, 1899.
- Szilágyi és Hajmási, elbeszélő költemény, Budapest, 1899.
- Pihenő, elbeszélések, Budapest, 1903.
- Róza, versek, Budapest, 1907.
- Őszi virágok, versek, Budapest, 1910.
- Délibáb, elbeszélések, Budapest, 1913.
- Este felé, költemények, Budapest, 1926.
- Versek. (A magyar nép könyvtára. 29. Cluj-Kolozsvár, 1928)
- Mesélő esték, elbeszélések, Budapest, 1930.
- Jakab Ödön verseiből válogatás. Magyar versek.[6]
- Jakab Ödön versei. Eternus.[7]
- Jakab Ödön versei. Szózat.[8]

Színpadi művei
- Szegény Radóné, népszínmű, bemutató: Kolozsvár, 1887.
- Galambodi Sándor, népszínmű, bemutató: Kolozsvár, 1889.
- A jövevények, társadalmi dráma, bemutató: Budapest, Nemzeti Színház, 1902.
- A pásztói pap, történelmi dráma, bemutató: 1913.

### Tanulmányok
- Kazinczy klasszicizmusáról. (Figyelő, 1879)
- A lírikus Arany. (Magyar Figyelő, 1917)

## Emlékezete
- Jakab Ödön védett síremléke a Fiumei úti temetőben található (46-0-1-13. számú sírhely).[9] Sírverse: „Ott születtem a hegyvidéken, Oda köt minden jó emlékem. A hegyi dalt még most is hallom, Vándorolni a hűs fuvalmon.”
- Halálának 86. évfordulóján, 2017. március 5-én a Vadasdról Magyarországra származottak csoportja megemlékezést tartott a sírnál, 2017. június 25-én pedig Vadasdon átadták a Jakab Ödön-emlékszobát.[10] A költő oldalági leszármazottja, Sipos Béla pécsi egyetemi tanár és Rózsa Judit által szervezett emlékszobában könyveket, kéziratok, levelek és családi fényképek eredeti példányait és másolatait őrzik.[11]
- Emlékét őrzi Móra Ferenc Kedves öreg árnyak című elbeszélése (megjelent az író Napok, holdak, elmúlt csillagok című kötetében).
- Jakab Ödön sírja védett. 2004. (magyar nyelven). Nemzeti Örökség Intézete. Nemzeti sírhelyek. Jakab Ödön. (Hozzáférés: 2022. május 22.)